# Reliefs mithriaques de Jort
Vous lisez un « bon article » labellisé en 2020.
Les reliefs mithriaques de Jort sont des sculptures en bas-relief trouvées en 2011 dans la commune éponyme, département du Calvados, région Normandie, en France. La découverte a lieu de manière fortuite lors de travaux publics d'assainissement et les bas-reliefs sont depuis lors conservés dans la mairie de la commune.
Les cultes dits orientaux se sont développés de manière importante dans l'Empire romain à différentes périodes mais essentiellement au début de l'ère chrétienne. Mithra est initialement une divinité indo-iranienne, fils d'Anahita. Son culte connaît un important développement dans l'Empire aux IIe et IIIe siècles, avant d'être interdit tout à la fin du IVe siècle par l'empereur romain Théodose Ier.
En dépit du caractère fragmentaire des bas-reliefs, et de l'aspect naïf des représentations, ils constituent un très rare exemple d'identification de vestiges liés au culte voué à Mithra dans le nord-ouest de la France actuelle.

## Histoire

### Histoire antique du site
Jort est à l'époque romaine « une grosse bourgade », un vicus gallo-romain situé sur le Chemin Haussé, voie romaine reliant Vieux à Exmes.
Jort est un point de passage installé à la frontière entre les Lexoviens et les Viducasses, sur la voie Lisieux-Avranches qui croise la voie reliant Vieux/Bayeux à Chartres, et un carrefour situé à un lieu de franchissement de la Dives. Les blocs sont retrouvés sur l'ancienne route qui mène à Exmes puis Sées.
Avec la mise en place du système de défense du litus saxonicum, des troupes et des cultes orientaux arrivent dans la région au IIIe siècle.
Au plan micro-toponymique, un champ situé dans la partie orientale de la commune s'appelait au XIXe siècle « La Ville ».

Carte des cités et capitales des cités de la future Normandie au Haut Empire romain.
Carte des cités et des capitales au Bas-Empire romain.
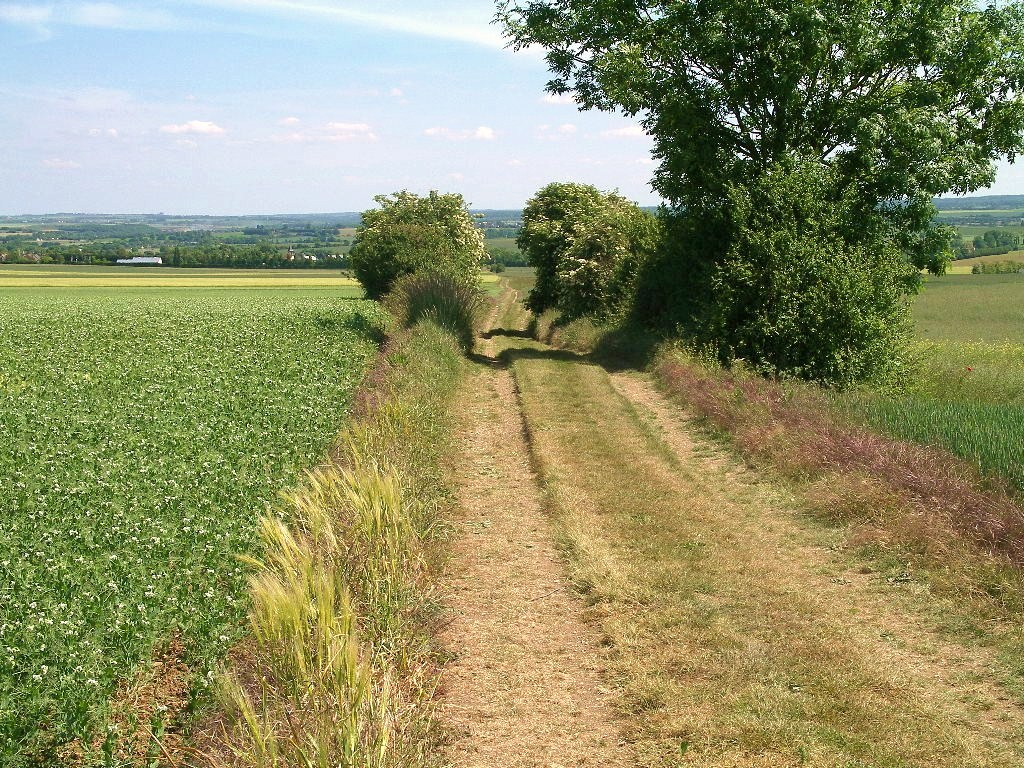
Chemin Haussé dans la plaine de Caen.

### Histoire de la découverte
| Images externes |                                           |
|                 | Photographie prise lors des fouilles.     |
|                 | Photographie prise peu après les fouilles |

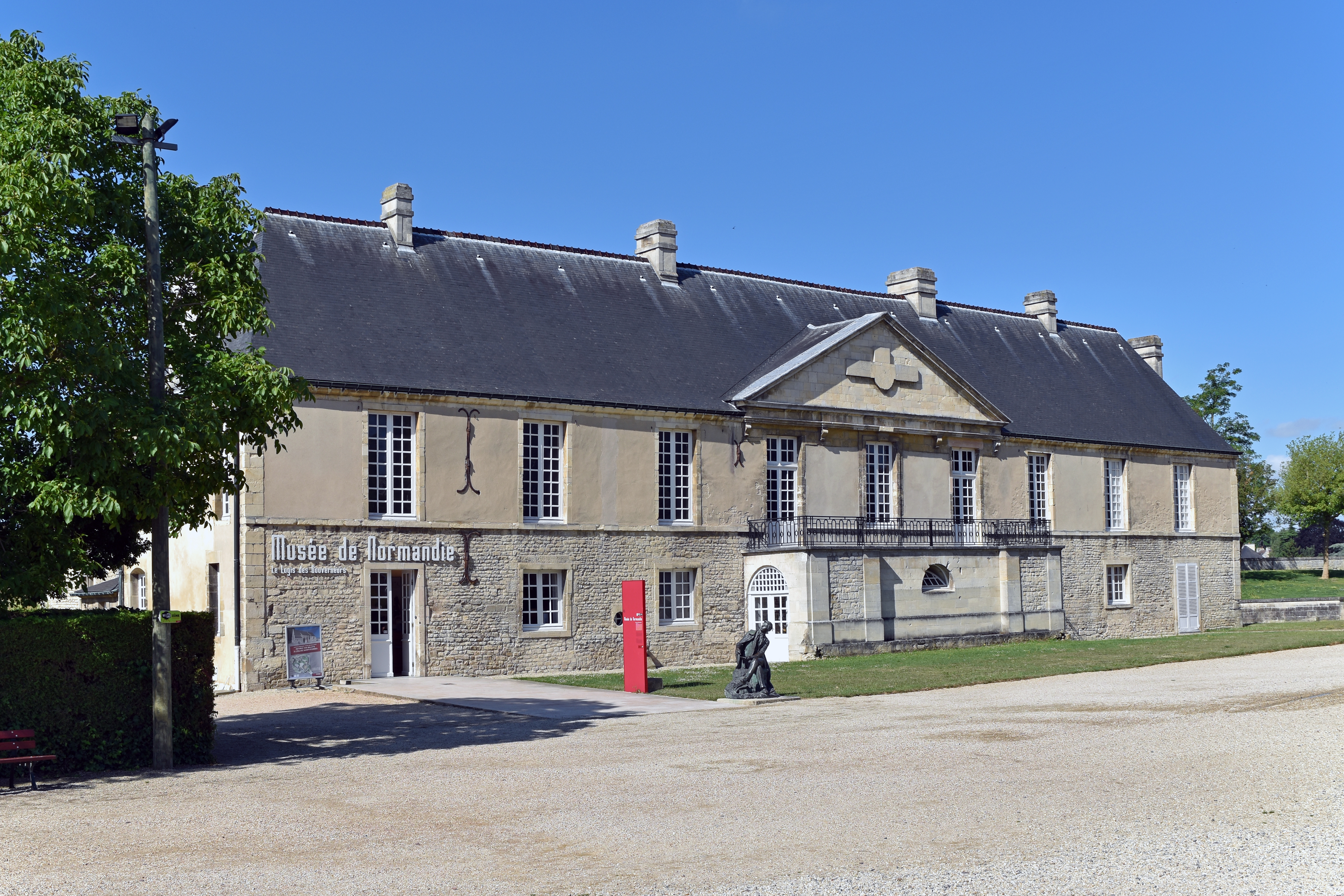
Musée de Normandie à Caen, lieu d'exposition du relief en 2018-2019.

Des premières trouvailles ont lieu au XIXe siècle. Un mémoire est réalisé dès le début du second quart du XIXe siècle, aux fins de réaliser la statistique monumentale écrite par Galeron. En 1834, la réalisation d'une route aboutit à d'autres trouvailles, bientôt suivies de « nombreuses fouilles […] dans les jardins ». Les blocs sont retrouvés plus récemment dans le même secteur « riche en découvertes archéologiques antiques ».
Les bas-reliefs sont découverts de manière fortuite lors de travaux d'assainissement collectif dans la petite commune, dans la rue Albert-Guillain, ancien « Chemin du haut » le 22 février 2011. L'inventeur des blocs est le maître d’œuvre du chantier, un ancien archéologue du conseil général du Calvados. Les blocs sont succinctement nettoyés et la municipalité ainsi que les services de l’État sont informés. Aucun autre bloc n'a été retrouvé alors que le pelleteur dit avoir vu d'autres blocs et maçonneries. Même si les témoignages indiquent une découverte des blocs dans de la terre située sous une chaussée de pierre, le contexte archéologique est seulement partiellement connu mais « dans un contexte riche en découvertes archéologiques antiques ». Le contexte stratigraphique interdit d'y voir une création d'un faussaire.
Des fouilles sont réalisées sur le site dans une propriété privée « vaste et cossue » de la rue et sont alors identifiés des vestiges d'une habitation romaine datés du Ier au IIIe siècle.
Le relief est depuis lors conservé à la mairie de la commune,. Il est intégré à l'exposition Vous avez dit barbares ? au musée de Normandie à Caen en 2018-2019.

## Description
Les bas-reliefs sont en pierre de Caen, matériau qui sous-entend une réalisation locale. Ils présentent des traces de destruction anciennes mais aussi plus récentes, liées à la découverte des vestiges à l'aide d'engins de chantier.
Deux plaques de calcaire sont retrouvées. Le premier bloc est parvenu jusqu'à nous « incomplet et altéré ». Les plaques sculptées, des « figurations naïves », ont d'abord servi au début de l'ère commune de corniche.

### Blocno1
L'étude de la modénature du bas-relief a permis de proposer une identification à une corniche ou toute autre partie architecturale datable du Haut-Empire romain. Le relief n'a pas subi les intempéries. Ce premier relief a été retravaillé dans un second temps en « bas-relief à figuration anthropomorphe ».
Le bloc provient sans doute d'un monument funéraire et la sculpture est donc réalisée sur un bloc en remploi.
Le bas-relief mesure initialement 1,20 m sur 0,685 m et présente le sacrifice d'un taureau ; il est désormais « très incomplet » car seule en subsiste la partie gauche, irrégulière car mesurant 0,684 m sur 0,386 sur un côté et de 0,524 m sur 0,23 m. Seul un tiers de la sculpture est conservé.
Les vestiges permettent une identification : un buste dans un médaillon de 0,198 m de diamètre comporte une tête aux traits grossiers et radiée, munie de six pointes. Ce relief est très naïf. Un personnage debout est présent, haut de 0,306 m sur le côté gauche du relief ; il porte une sorte de perche dont la partie supérieure est perdue. Les jambes sont croisées. Le personnage porte une tunique ainsi qu'une cape attachée sur l'épaule au moyen d'une fibule. Ce personnage est considéré comme juvénile, en dépit des déprédations subies par le bloc rendant difficile l'interprétation. Sa tête est entourée d'une auréole interprétée par les spécialistes de la sculpture antique comme simplement liée au processus de taille et non un attribut indiquant la sainteté .

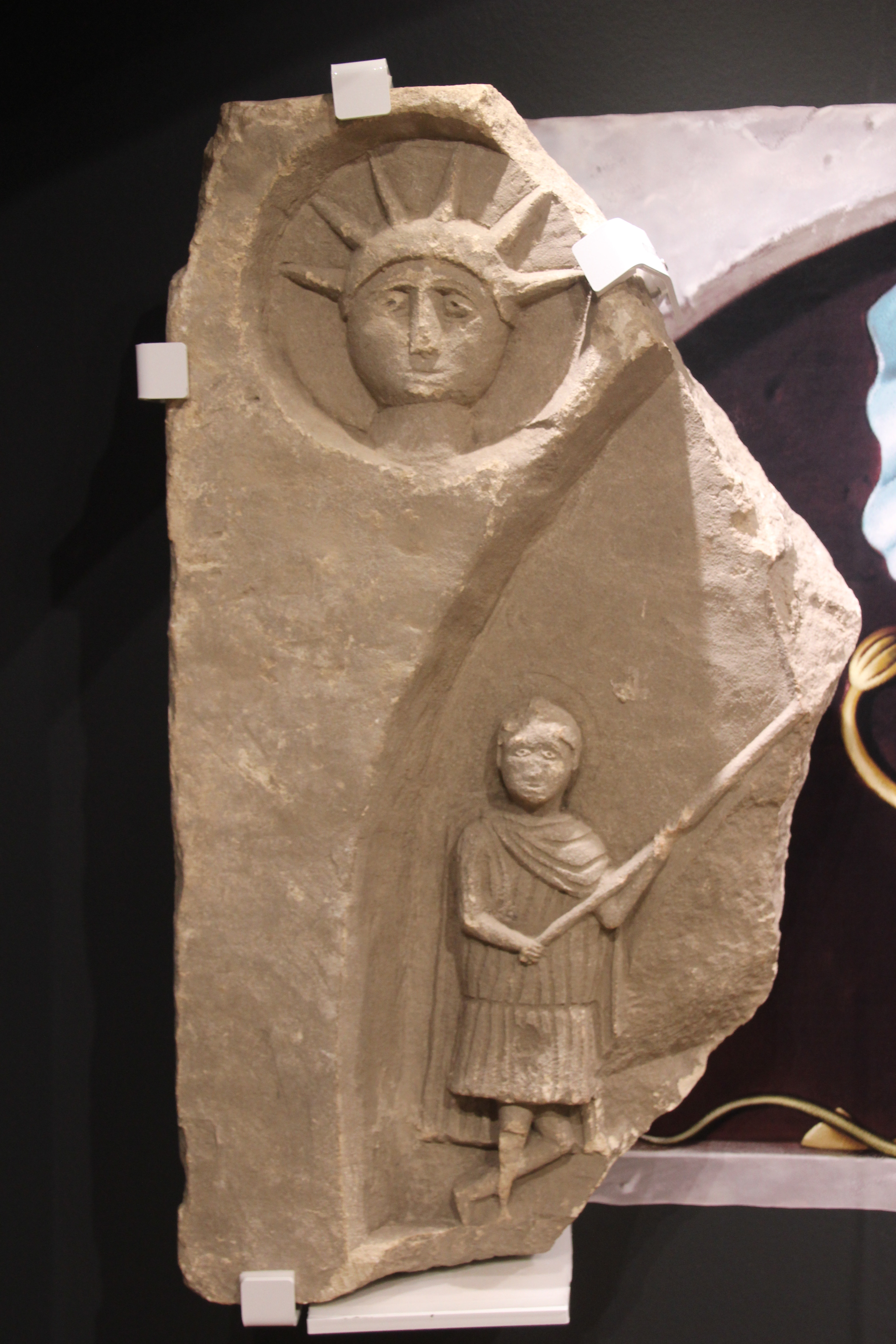
Vue générale du bloc no 1.
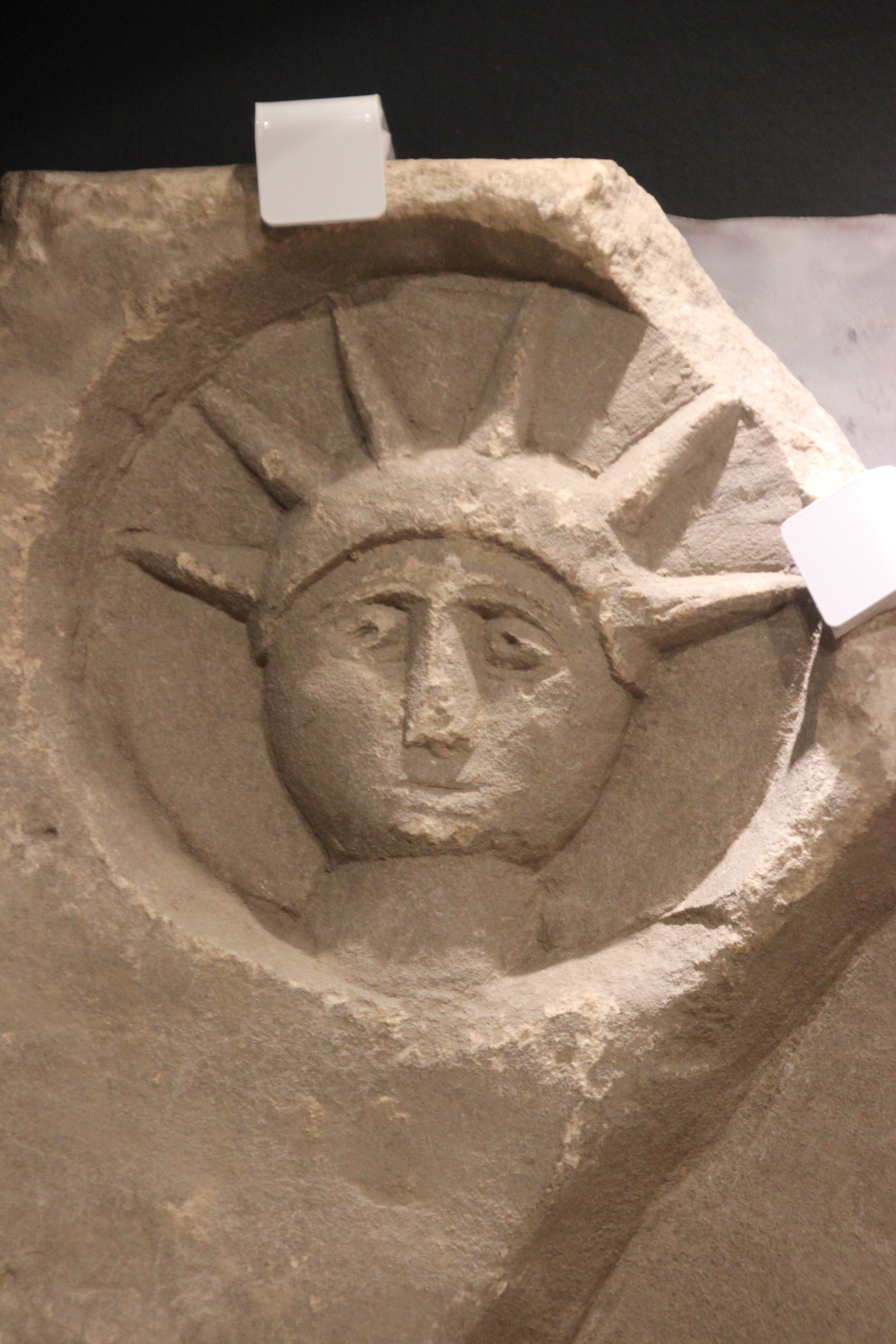
Détail du bloc no 1, Sol.
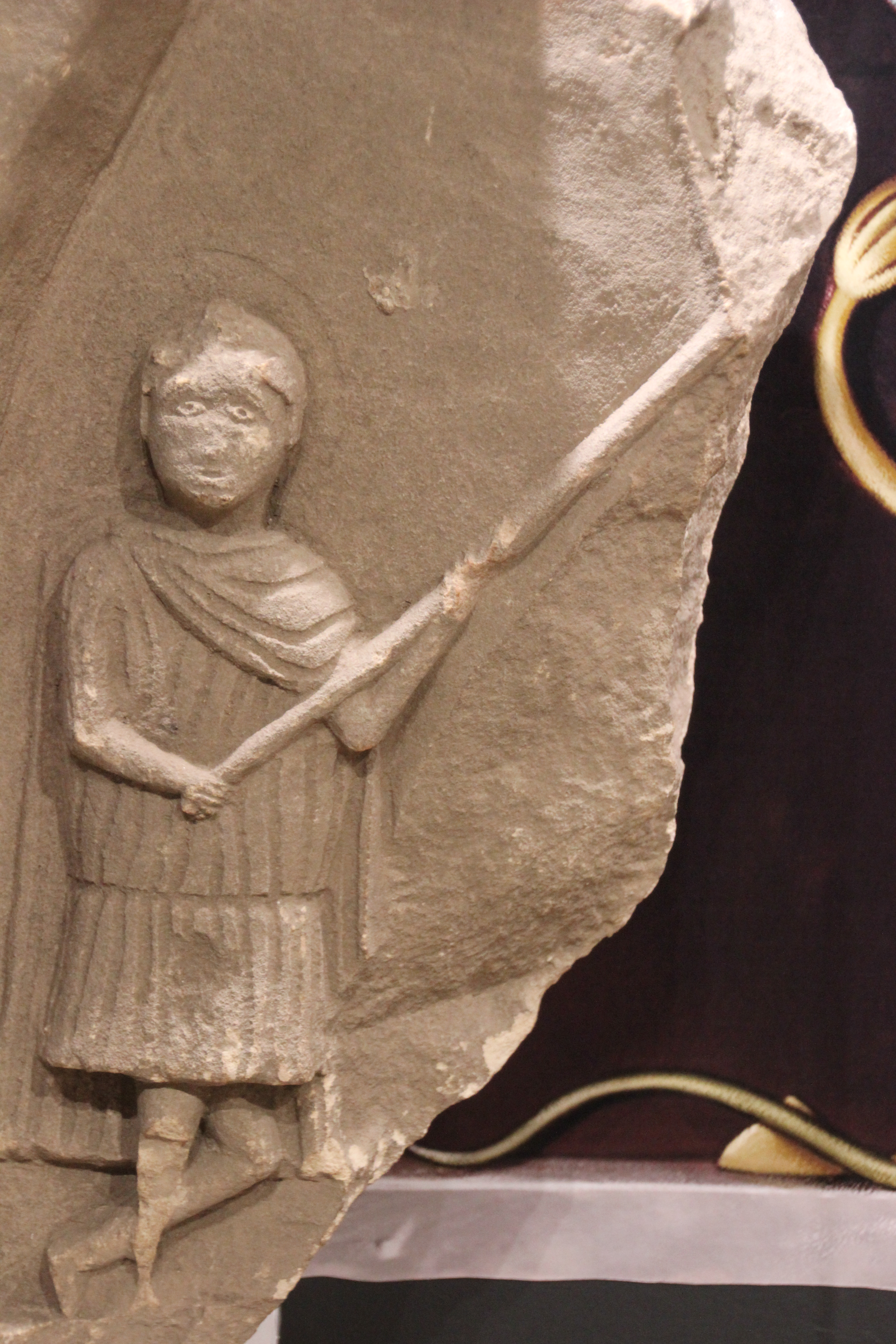
Détail du bloc no 1, le dadophore.

### Blocno2

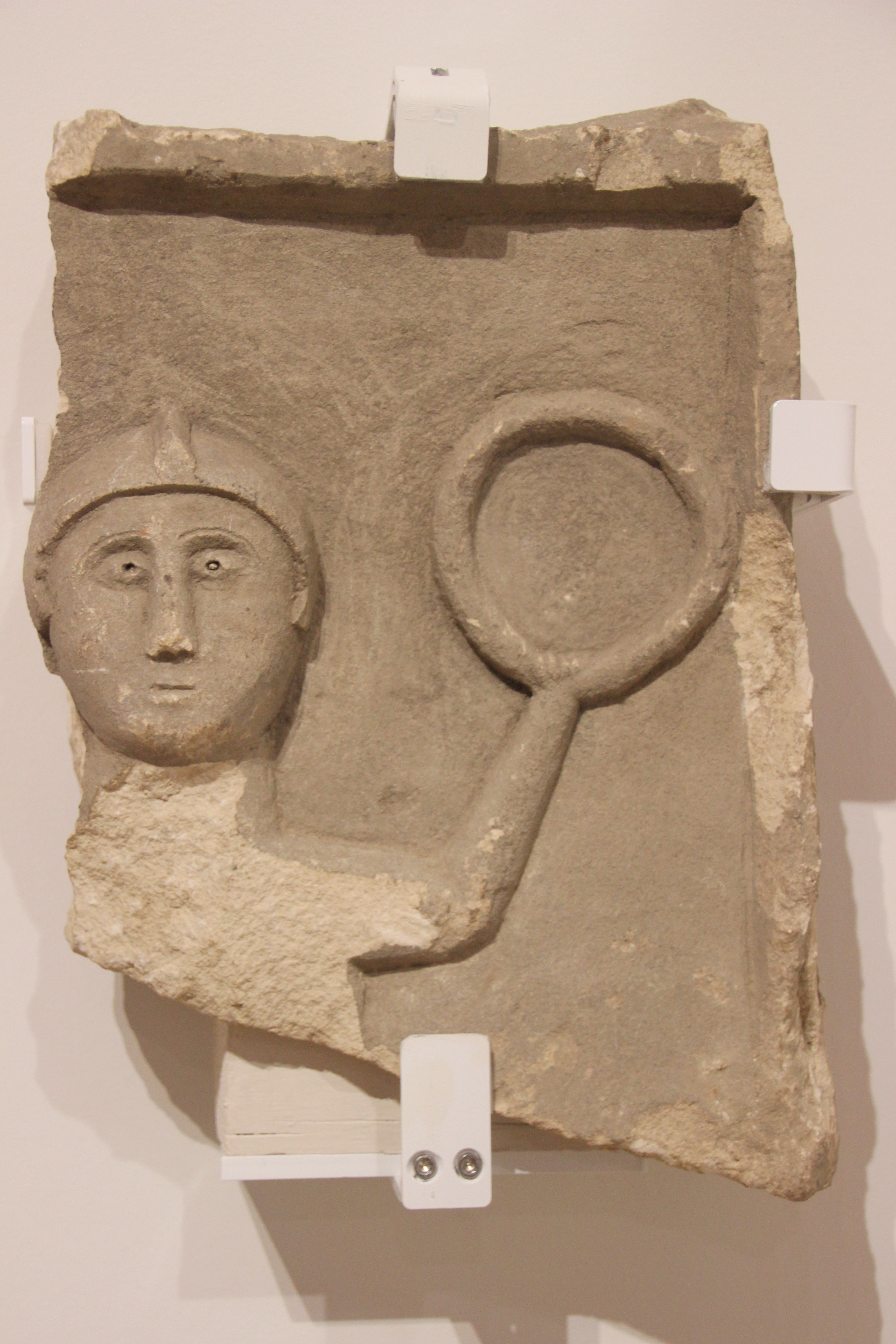
Le bloc no 2, fragment d'une représentation interprétée comme la naissance de Mithra.

Ce bloc porte une représentation humaine et il n'est également conservé que partiellement. Il en subsiste un fragment de 0,39 m sur 0,274 m pour une épaisseur de 0,12 m. Le relief a également été sculpté dans un bloc en remploi scié en deux parties au moment de sa réutilisation comportant une rosace à cinq branches et des rais-de-cœur. Un des côtés est difficile à décrire du fait d'une exposition aux intempéries. Le premier usage est difficile à dater car le motif à rais-de-cœur est connu dans la région dès le Ier siècle, ce qui n'est pas le cas de la rosace.
Le second bloc, dans sa réutilisation, est plus complexe que le premier car on n'en trouve pas d'équivalent. Il représente une « figure anthropomorphe ». Le bloc est mal conservé puisque abîmé par l'engin de chantier. Il figure un homme portant un bonnet et levant un anneau. Le nez du personnage est peu épaté, avec une « bouche inexpressive » et les « yeux […] sur-creusés ». Le bonnet ressemble au bonnet représenté sur l'autre bloc sans être semblable. Le personnage est peut-être présenté nu, il tend un anneau qui est « une couronne ou […] un autre objet ».
La représentation n'est pas seulement partielle, elle est aussi très naïve,.

## Interprétation
Les spécialistes pensent que le relief auquel appartiennent les fragments retrouvés présente le sacrifice du taureau par Mithra. Les scènes représentent le sacrifice et la naissance de la divinité.

### Représentation canonique dans le culte de Mithra et originalité des blocs de Jort

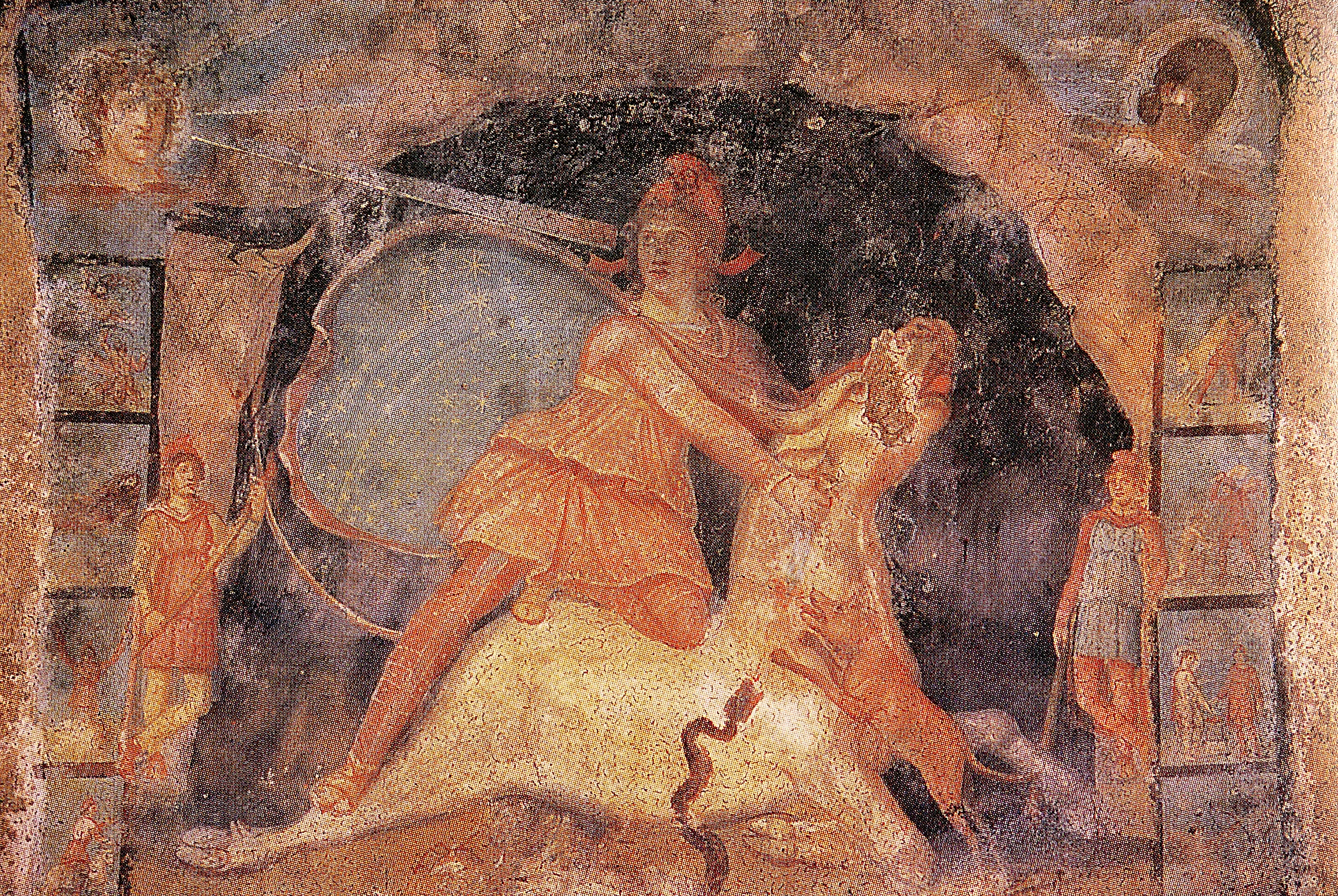
Tauroctonie du sanctuaire de Mithra de Marino.

#### Sanctuaires et représentations classiques
Les représentations liées au culte de Mithra sont assez bien connues et permettent une identification des blocs retrouvés à Jort. Ces images sont présentes dans l'Empire romain du Ier au IVe siècle.
Les reliefs mithriaques figurent le Soleil et la Lune encadrant une représentation du sacrifice du taureau par Mithra. La divinité orientale s'apprête dans les représentations à égorger l'animal. Elles ont été étudiées à l'extrême fin du XIXe siècle par Cumont et au XXe siècle par Vermaseren.
Les sanctuaires de Mithra sont petits, conçus pour abriter de dix à trente personnes. Les mithraea sont soit installés dans un édifice existant, soit dans une construction nouvelle. Il y a peu de décor architectural, et les banquettes destinées aux croyants sont munies parfois de placage. Des décors peints ont parfois pu être reconnus, mais la décoration est exempte de mosaïques en Gaule.
Dans l'édifice, une crypte rappelle l'espace où Mithra a sacrifié le taureau,. Le podium cultuel se situe tout le long de la largeur de la nef, trois autels sont présents et la tauroctonie est à proximité. L'iconographie mithriaque est connue car sont représentées les « mêmes figures et […] (les) mêmes scènes cultuelles », même s'il y a des déclinaisons locales.

#### Blocno1: fragment d'une tauroctonie

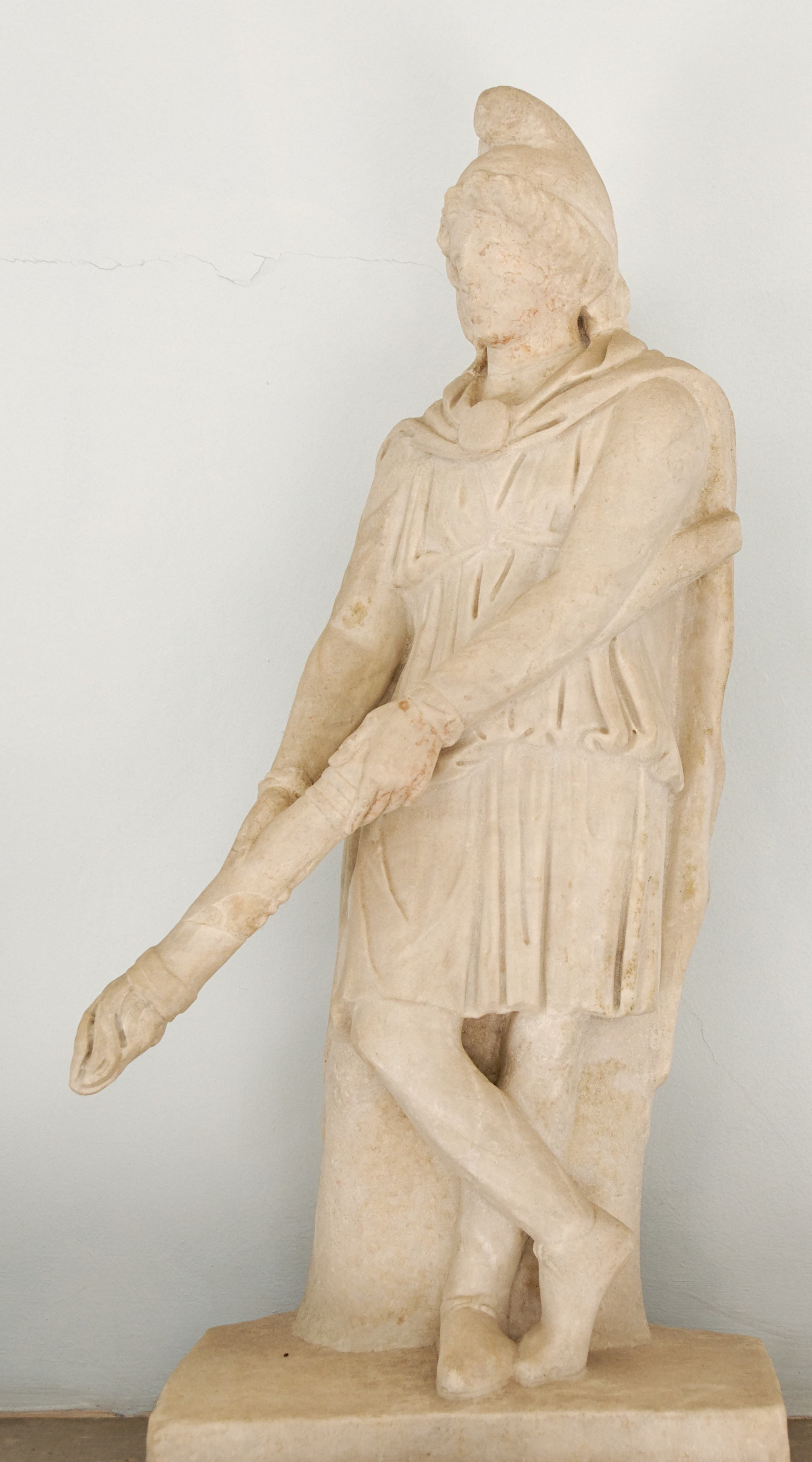
Statue en marbre du IIIe siècle retrouvée à Panormus. Elle représente Cautopatès en dadophore.

Les statues cultuelles sont similaires : des dadophores sont représentés, des « porteurs de torches » nommés Cautes et Cautopates, de « jeunes acolytes de Mithra » ; un lion pouvait être présent ; le temps pouvait aussi être représenté, tout comme une scène de la naissance de Mithra surgissant de la pierre ; la tauroctonie avait lieu « sous le regard de Sol et Luna ». Les statues sont polychromes.
Les bords du relief de Jort évoquent une niche, « évocation de la grotte dans laquelle le Dieu Mithra immola le taureau ».
Sur la partie gauche est conservé un des deux dadophores. Les deux personnages étaient représentés de façon à peu près semblable, la seule différence étant l'accessoire tenu en main. Vêtus à la mode orientale, ils croisent les jambes et portent différemment leur torche, l'un la brandissant vers le haut et l'autre vers le bas, « symbolisant le lever et le coucher du soleil, mais aussi le début et la fin du monde ». Ils sont les « symboles des équinoxes ». Les dadophores sont vêtus à la mode orientale, comme la divinité et éléments communs aux « barbares asiatiques », même si la représentation de Jort est naïve et incomplète. Le personnage de Jort a perdu le sommet de l'objet qui était peut-être une torche, et le bonnet phrygien a également disparu. La représentation de Jort ressemble aux représentations connues de Cautès. Le sens de la figure des dadophores est « impénétrable quant à leur signification », en particulier car ils ne participent pas au sacrifice du taureau.
La scène centrale est perdue hormis « un bourrelet ».
Une tête radiée située en haut du relief figure Sol, le soleil. Le côté perdu devait figurer Luna, la lune.

#### Blocno2: représentation originale
L'interprétation en est « malaisée » car aucune représentation similaire n'est connue. Selon les études de Franz Cumont, il faut une attention aux symboles « à l'origine de l'infinité de variantes » mais qui constituent un corpus connu.
Les bras levés sont un élément des représentations de la naissance de Mithra, appelées « Mithra pétrogène » : un enfant nu, enfoncé dans un rocher, tend un couteau et une torche « symbolisant la lumière qu'il apporte au monde ». À Jort, c'est une couronne qui est figurée. Certaines représentations comportent un globe et dans un « anneau zodiacal symbolisant l’œuf cosmique à l'origine du temps et engendrant l'univers ». L'anneau est remplacé parfois par une couronne végétale. La représentation de Jort, si elle est un Mithra pétrogène, est une « parfaite illustration de l'importance que les adeptes […] accordent au récit mythique plus qu'à sa représentation ». La sculpture permet d'aider l'« énoncé du mythe ».
Pour le bloc no 2, Schütz évoque une représentation originale, une figuration de la naissance du dieu Mithra qui porterait l'anneau cosmique. Cette interprétation est « conjecturale » du fait du caractère singulier de la découverte.
| Reconstitution d'un sanctuaire fictif de Mithra à Nimègue                       |
| Reconstitution d'un sanctuaire fictif au Museumpark Orientalis (de) de Nimègue. |

| Reconstitution du relief du sanctuaire de Mithra de Koenigshoffen         |
| Reconstitution du grand relief du sanctuaire mithriaque de Koenigshoffen. |

| Mithra pétrogène sortant du rocher, thermes de Dioclétien  |
| Mithra pétrogène sortant du rocher, thermes de Dioclétien. |

### Témoignage de l'histoire locale à la fin de l'antiquité romaine et problématique du commanditaire des reliefs
Entre la fin de la Tétrarchie et la fin du IVe siècle, l'administration impériale met en place un système de défense et Jort, « nœud routier » à la croisée de plusieurs voies importantes et sur un fleuve côtier, a un rôle stratégique.
Les représentations de Mithra découvertes dans les différentes provinces possèdent des similitudes mais les œuvres se distinguent par leur maladresse ou leur « désolante médiocrité ». Elles sont réalisées par des artisans locaux et les reliefs sculptés étaient un « soutien imagé à la narration et à la compréhension du récit » lors des initiations au culte de la divinité.
Les reliefs de Jort sont compatibles tant avec un mithraeum collectif qu'individuel, lié à une pratique isolée. Le commanditaire peut être soit un ancien militaire, soit un marchand, ou encore un membre de l'administration de l'Empire installé dans la contrée,. Selon Dubois, le mithraeum est « un sanctuaire aux marges de la sphère publique » : il est bâti à l'initiative d'un privé mais est un lieu public destiné à une communauté. Les reliefs sont placés dans l'adyton des temples, mais pouvaient être placés dans des demeures ou des oratoires privés.
Le sculpteur de Jort manque de maîtrise comme en témoigne en particulier la pseudo-auréole involontaire liée à « une incapacité à définir des plans de taille réguliers ». Le tracé est schématisé et, même s'il est à replacer dans l'évolution de l'histoire de l'art, peut être dû à une création provinciale et populaire. Ces reliefs peut-être dus à un artisan local semblent donc destinés à la dévotion de membres de classes modestes.
Les reliefs de Jort, antiques de manière assurée, sont une réinterprétation du mythe par un artiste local,. Les statues sont souvent le fait d'ateliers gallo-romains, et à Jort nous avons « une esthétique de tradition indigène ». La richesse du sanctuaire est liée aux moyens financiers. La proximité de découverte des deux blocs et la parenté de style rend l'attribution du bloc no 2 au culte mithriaque dans le vicus : ils sont sans doute réalisés par le même sculpteur, du fait de la même « schématisation stylistique ». La découverte dans « un vicus très éloigné des circuits économiques, politiques et militaires » pose de nombreuses question et est une invitation à poursuivre les investigations.

### Témoignage rare sur l'extension du culte de Mithra en Gaule du Nord-Ouest
Les vestiges du culte de Mithra sont rares en Gaule romaine et très rares dans le Nord-Ouest,. Un sanctuaire a été identifié à Angers en mai 2010 ou mai 2011. Les reliefs de Jort sont « un rare témoin de la pénétration du culte de Mithra », jusque dans un petit vicus. Les sanctuaires de Mithra ont subi l'ire des premiers Chrétiens ce qui explique le peu de témoignages parvenus jusqu'à nous. La scène de tauroctonie est ce qui a le plus subi la rage des destructions du IVe siècle.
Le culte de Mithra est présent en Gaule entre le IIe et IVe siècles. La présence de ce culte est assurée dans la seconde moitié du IIe siècle, et sa diffusion se fait par le biais des commerçants ou des militaires. On connaît mal le nombre et l'emplacement des sanctuaires dans les Gaules, même si la densité semble être plus élevée sur les rives du Rhin.
Cette religion se diffuse dans toute la société dans les deux siècles suivants, aux IIIe et IVe siècles. La présence est attestée outre les cités, dans les sites localisés le long des axes routiers, ou non loin de sanctuaires ou d'établissements thermaux. Une association à des habitations a été mise en évidence à Bordeaux ou Angers. La moitié des sanctuaires connus en Gaule sont en zone rurale. Les abandons et destructions sont datés de la seconde moitié du IVe et du Ve siècle. La datation des blocs ne peut être précisée davantage : ils sont datables du début du IIe à la fin du IVe siècle, l'édit de Théodose de 391 stoppant définitivement le culte de Mithra.

### Ouvrages
- Un sanctuaire aux marges de la sphère publique : le mithraeum (état des lieux)

1. 1 2 3 4  Dubois 2012, p. 426.
2. 1 2 3  Dubois 2012, p. 430.
3. 1 2  Dubois 2012, p. 437.
4. ↑  Dubois 2012, p. 438-440.
5. ↑  Dubois 2012, p. 431.
6. ↑  Dubois 2012, p. 433.
7. ↑  Dubois 2012, p. 433-434.
8. 1 2  Dubois 2012, p. 440.
9. ↑  Dubois 2012, p. 434-435.
10. ↑  Dubois 2012, p. 426-427.
11. ↑  Dubois 2012, p. 427.
12. ↑  Dubois 2012, p. 427-429.

- Identification de deux figurations mithriaques découvertes à Jort en 2011

1. 1 2 3  Deshayes et Hincker 2014, p. 71.
2. ↑  Deshayes et Hincker 2014, p. 72.
3. ↑  Deshayes et Hincker 2014, p. 71-72.
4. ↑  Deshayes et Hincker 2014, p. 71-73.
5. ↑  Deshayes et Hincker 2014, p. 69-71.
6. 1 2  Deshayes et Hincker 2014, p. 73.
7. ↑  Deshayes et Hincker 2014, p. 72-73.
8. ↑  Deshayes et Hincker 2014, p. 93-94.
9. ↑  Deshayes et Hincker 2014, p. 73-74.
10. 1 2  Deshayes et Hincker 2014, p. 69.
11. 1 2 3 4  Deshayes et Hincker 2014, p. 84.
12. 1 2  Deshayes et Hincker 2014, p. 74.
13. 1 2  Deshayes et Hincker 2014, p. 75.
14. ↑  Deshayes et Hincker 2014, p. 76-77.
15. ↑  Deshayes et Hincker 2014, p. 77-78.
16. ↑  Deshayes et Hincker 2014, p. 78-79.
17. 1 2  Deshayes et Hincker 2014, p. 87.
18. ↑  Deshayes et Hincker 2014, p. 87-88.
19. 1 2 3 4  Deshayes et Hincker 2014, p. 88.
20. ↑  Deshayes et Hincker 2014, p. 88-90.
21. 1 2 3 4  Deshayes et Hincker 2014, p. 90.
22. 1 2  Deshayes et Hincker 2014, p. 92.
23. 1 2  Deshayes et Hincker 2014, p. 83.
24. ↑  Deshayes et Hincker 2014, p. 79-80.
25. 1 2  Deshayes et Hincker 2014, p. 80.
26. 1 2  Deshayes et Hincker 2014, p. 81.
27. ↑  Deshayes et Hincker 2014, p. 82-83.
28. ↑  Deshayes et Hincker 2014, p. 81-82.
29. ↑  Deshayes et Hincker 2014, p. 82.
30. ↑  Deshayes et Hincker 2014, p. 91.
31. ↑  Deshayes et Hincker 2014, p. 91-92.
32. ↑  Deshayes et Hincker 2014, p. 92-93.
33. 1 2  Deshayes et Hincker 2014, p. 93.
34. 1 2 3 4 5 6 7  Deshayes et Hincker 2014, p. 95.
35. ↑  Deshayes et Hincker 2014, p. 84-85.
36. ↑  Deshayes et Hincker 2014, p. 86-87.
37. ↑  Deshayes et Hincker 2014, p. 85.
38. ↑  Deshayes et Hincker 2014, p. 85-86.
39. 1 2  Deshayes et Hincker 2014, p. 94.
40. ↑  Deshayes et Hincker 2014, p. 94-95.

- Deux figures du dieu Mithra découvertes en Normandie

1. ↑  Schütz 2018, p. 73.
2. ↑  Schütz 2018, p. 70.
3. 1 2  Schütz 2018, p. 70-71.
4. 1 2 3  Schütz 2018, p. 71.
5. 1 2  Schütz 2018, p. 72.
6. ↑  Schütz 2018, p. 71-72.

### Autres sources
1. 1 2 3 4 5 6 7  « À Jort, les vestiges d'une habitation romaine », sur ouest-france.fr, 9 septembre 2012 (consulté le 28 juillet 2020).
2. 1 2 3 4 5 6  Hincker et Berthelot 2018, p. 27.